# Бернеј (Шарант)
Berneuil (фр. Berneuil) насеље је и општина у западној Француској у региону Поату-Шарант, у департману Шарант која припада префектури Коњак.
По подацима из 2011. године у општини је живело 323 становника, а густина насељености је износила 19,52 становника/km². Општина се простире на површини од 16,55 km². Налази се на средњој надморској висини од 146 метара (максималној 166 m, а минималној 74 m).

## Демографија
| 1962. | 1968. | 1975. | 1982. | 1990. | 1999. | 2011. |
| ----- | ----- | ----- | ----- | ----- | ----- | ----- |
| 308   | 386   | 354   | 340   | 326   | 317   | 323   |

График промене броја становника у току последњих година